# 謝爾布拉夫 (喬治亞州)
謝爾布拉夫（英語：Shell Bluff）是位於美國喬治亞州伯克縣的一個非建制地區。該地的面積和人口皆未知。

## 地理
謝爾布拉夫的座標為33°08′53″N 82°53′52″W / 33.14806°N 82.89778°W，而該地的平均海拔高度為98米（即322英尺）。